# سامي كوهين
سامي كوهين هو عالم سياسي فرنسي ولد في 26 ديسمبر 1943 في القاهرة. تخرج من معهد باريس للدراسات السياسية. في عام 1973 حصل على دكتوراه في العلوم السياسية  عن أطروحته التي ناقشها في المدرسة التطبيقية للدراسات العليا.